# Dipartimento di Monteros
Monteros è un dipartimento collocato nella parte centro-ovest della provincia argentina di Tucumán, con capitale Monteros.
Confina a nord con i dipartimenti di Tafí del Valle e Famaillá; a est con i dipartimenti di Leales e Simoca; a sud con il dipartimento di Chicligasta e a ovest con la provincia di Catamarca.
Secondo il censimento del 2001, su un territorio di 1.169 km², la popolazione ammontava a 58.442 abitanti.
I municipi del dipartimento sono:
- Acheral
- Amberes
- Capitán Cáceres
- El Cercado
- Los Sosas
- Monteros
- Río Seco
- Santa Lucía
- León Rouges y Santa Rosa
- Sargento Moya
- Soldado Maldonado
- Teniente Berdina
- Villa Quinteros